# Idaea mediofasciata
Idaea mediofasciata är en fjärilsart som beskrevs av Leo Schwingenschuss 1953. Idaea mediofasciata ingår i släktet Idaea och familjen mätare. Inga underarter finns listade i Catalogue of Life.